# Hôpital de Koyama Fukusei
L'hôpital de Koyama Fukusei (神山 復生 病院) est le plus ancien hôpital pour lépreux du Japon. Cet hôpital est né d'une léproserie créée en 1889 par le Père Germain Léger Testevuide des Missions étrangères de Paris. En 2009, le nombre de résidents de la léproserie s'élevait à huit patients. Cet hôpital est ouvert au public.

## Histoire

### La fondation par le Père Germain Testevuide de la première léproserie au Japon
En 1883, le père Germain Léger Testevuide commence à visiter 5-6 patients atteints de lèpre vivant près d'un moulin à eau. En 1886, le Père Germain les rassemble dans une maison plus salubre avant d'obtenir en 1888 un terrain pour un hôpital. Le 16 mai 1889, l'hôpital est officiellement ouvert. Après sa mort, le 16 mai 1889, le père Testevuide est remplacé par le père Francois Paulin Vigroux qui assume le poste de directeur, avant d'être lui-même remplacé en 1893 par le Père Lucien Joseph Jean Augustin Bertrand. Le nombre de patients hospitalisés atteint alors 93.

### Le développement de soins médicalisés à Gotemba
En 1918, le père Drouart de Lézey devient le cinquième directeur de la léproserie. Il entame le processus de sa modernisation, qui passe aussi par une plus grande compassion avec les patiens. Lors d'une réunion des directeurs des sanatoriums en 1919, le problème de la ségrégation des lépreux est discuté. Le père Lézey déclare alors: "Le traitement des patients à Molokai a été très mauvais, conduisant à des émeutes. La situation s'est améliorée grâce au Père Damien. Les patients atteints de lèpre devaient être traités avec amour. Comment les gouverner? Dans mon sanatorium, il y a 72 patients, et ils sont frères. Je suis leur père. Il n'y a pas de querelles. C'est à cause de notre religion. Je suis contre la ségrégation dans une île. En 1923, Yae Ibuka devient la première infirmière qualifiée de cet hôpital. En 1930, le père Drouart de Lézey passe la main au père Soichi Iwashita, le premier japonais qui dirige cette institution avec l'aide successive des Pères Guillaume Andrieu et Pierre Anchen. Le père Iwashita rencontre alors Hannah Riddell, une femme anglaise dévouée aux soins des lépreux au Japon, et écrit les commentaires suivants à son sujet:

« Je ne sais pas ce que Riddell elle-même pense, mais en observant son histoire, je dois admettre qu'une grande mission a été réalisée, qu'elle en soit consciente ou non. Dieu a choisi Riddell et a réveillé la conscience des gens du Japon au sujet de la lèpre. »

En 1952, la léproserie s'étend et ouvre une clinique. Pour couronner ce développement, en 1961, l'infirmière en chef, Yae Ibuka reçoit la médaille Florence Nitingale.

### Un hôpital historique au Japon
En 1989, l'hôpital de Koyama Fukusei fête son 100e anniversaire. En 2006, le bâtiment le plus ancien est reconnu comme monument national. Enfin, en 2009, c'est le 120e anniversaire de cet hôpital, et la léproserie accueille encore 8 patients atteints de la lèpre.

## Fukusei Memorial Hall
Ce bâtiment a été construit en 1897 et a été utilisé jusqu'en 2002 comme bâtiment principal de l'hôpital. Il abrite divers souvenirs tels que des tableaux chronologiques, des photographies de réalisateurs, des articles de patients (articles nécessaires à la vie, loisirs, etc.), des documents et des objets concernant la famille impériale, des souvenirs du père Sohichi Iwashita, qui fut le premier directeur japonais de l'hôpital, et du premier infirmier en chef Yae Ibuka.